# پایتون (فیلم)
«پایتون» (انگلیسی: Python (film)) فیلمی در ژانر ترسناک است که در سال ۲۰۰۰ منتشر شد. از بازیگران آن می‌توان به رابرت انگلوند، کاسپر ون دین، دانا بارون، ویل ویتون، و جنی مک‌کارتی اشاره کرد.